# Bury Tomorrow
Beri tumorou (engl. Bury Tomorrow) britanski je metalkor bend osnovan 2006. godine. Bend je do sada izdao tri studijska albuma, od kojih je poslednji „Runes“ izašao u maju 2014. godine.

## Istorija

### Portraits(2006-2010)
Bend je osnovan 2006. godine u Hempširu, Engleska, i prvobitna postava benda činila je ritam gitaristu i klin pevača Džejsona Kamerona, bubnjara Adama Džeksona, pevača Danijela Vinter-Bejtsa, basistu Dejvida Vinter-Bejtsa (njegovog brata) i solo gitaristu Medija Vismaru. Bend je, pored čitanja u medijima kako je reč „metalkor“ kao takva postala reč negativnog konteksta, želeo da dokaže kako je metalkor još uvek jako bitan. Dejvid Vinter-Bejts je, komentarišući njihovo interesovanje za ovaj žanr, rekao: „Još od prvog dana smo bili veoma ponosni što nazivamo sebe metalkor bendom“. 2007. godine, bend je sam objavio svoj prvi EP, „The Sleep of Innocents“.
Njihov debi album „Portraits“ objavljen je u Britaniji u oktobru 2009. godine pod pokroviteljstvom izdavačke kuće Basick Records. Album su propratila i dva spota, od kojih je samo spot za pesmu „You & I“ emitovan na muzičkim kanalima. „Portraits“ je izdat u Japanu i SAD-u u martu 2010. godine pod pokroviteljstvom izdavačke kuće Atreyu Recordings. Tokom 2010. godine, bend je konstantno bio na turneji, obilazeći SAD, Evropu i Japan. Na turneji 2010. godine, bili su podrška bendovima Asking Alexandria, Of Mice and Men, Sleeping With Sirens i Pierce the Veil.

## Članovi benda

### Trenutni članovi
- Danijel Vinter Bejts - Vokal (2006-danas)
- Džejson Kameron - Ritam gitara, klin vokal (2006-danas)
- Kristijan Doson - Solo gitara (2013-danas)
- Dejvid Vinter-Bejts - Bas gitara (2006-danas)
- Adam Džekson - Bubnjevi (2006-danas)

### Bivši članovi
- Medi Vismara - Solo gitara (2006-2013)

## Diskografija

### Studijski albumi
- Portraits (2009)
- The Union of Crowns (2012)
- Runes (2014)

### EP
- The Sleep Of Innocents (2007)
- On Waxed Things (2010)

### Singlovi
- Her Bones In The Sand (2008)
- Casting Shape (2008)
- You & I (2008)
- Livin' la Vida Loca (Riki Martin obrada) (2010)
- Lionheart (2011)
- Lionheart (Eyes Remix) (2011)
- Royal Blood (2011)
- An Honourable Reign (2012)
- Knight Life (2012)
- Man On Fire (2014)
- Of Glory (2014)

### Spotovi
- Casting Shapes (2007)
- Her Bones In The Sand (2008)
- You & I (2008)
- Lionheart (2011)
- Royal Blood (2011)
- An Honourable Reign (2012)
- Knight Life (2012)
- Sceptres (2013)
- Man On Fire (2014)
- Of Glory (2014)